# Périphérique de Toulouse
Le périphérique de Toulouse est un anneau de voies rapides urbaines long de 35 km, entièrement à 2 × 3 voies dans la ville de Toulouse. Du point de vue de sa dénomination, il est composé de deux branches reliant l'autoroute A61 et l'autoroute A62, l'une passant au sud et à l'ouest de la ville (A620, ancienne rocade ouest), l'autre passant à l'est (A62-A61, ancienne rocade Est). Ces deux branches sont reliées par des bretelles permettant une continuité de circulation.
L'anneau intérieur (sur lequel le centre de la ville de Toulouse est à droite en roulant) est appelé périphérique intérieur. L'anneau extérieur (sur lequel la banlieue de la ville est à droite en roulant) est appelé périphérique extérieur. Ce n'est donc plus la branche (est ou ouest) qui définit la nature du périphérique mais le sens de circulation. À des fins de signalisation, un logo spécifique a été créé pour la signalisation des sorties permettant d'entrer sur le périphérique : il fait référence aux sens de circulation (périphérique extérieur ou intérieur).
Sur l'ensemble du périphérique, la vitesse est limitée à 90 km/h pour les voitures et 80 km/h pour les camions de plus de 3,5 t. Les jonctions entre les différentes rocades composant le périphérique peuvent avoir des vitesses moindres. Il est presque entièrement situé dans la commune de Toulouse.

## Histoire
Initialement limités respectivement à 110 km/h et 90 km/h, les véhicules ont d'abord dû réduire leur vitesse de 20 km/h pendant l'été 2006 : la métropole et la préfecture, conjointement avec l'observatoire de l'air en Midi-Pyrénées, avaient mis en place une limitation de la vitesse pour obtenir une baisse des émissions de gaz d'échappement et de particules polluantes produits par les véhicules. Reconduite pour l'été 2007, cette décision a finalement été transformée en limitation permanente le 4 octobre 2007.
Plusieurs études ont été menées dans le cadre d'une éventuelle création d'un contournement autoroutier de Toulouse, qui a fait l'objet d'un débat public au dernier trimestre 2007[réf. nécessaire]

## Terminologie
Le périphérique de Toulouse est constitué de deux chaussées séparées et concentriques. Le périphérique intérieur est la chaussée la plus proche du centre de la ville où, du fait de la circulation à droite sur les voies françaises, les véhicules le parcourent dans le sens horaire (sens des aiguilles d'une montre). À l'inverse, le périphérique extérieur est la chaussée la plus éloignée du centre-ville —  donc la plus proche des villes extérieures — où la circulation s'y effectue dans le sens trigonométrique (sens inverse des aiguilles d'une montre).
Pour sa gestion, le périphérique de Toulouse est divisé en sections : autoroutes concédées (A61/A62) et non-concédées (A620).
Si techniquement parlant il s'agit bien d'un périphérique, le terme de rocade est encore employé occasionnellement.

## Trafic
Le périphérique subit un trafic motorisé très important : 103 000 véhicules quotidiennement en 2013 sur le périphérique, contre 126 412 voitures entre Saint-Martin du Touch et La Crabe, pour Airbus sur la rocade,.

### Fréquentation
| Le graphique qui aurait dû être présenté ici ne peut pas être affiché car il utilise l'ancienne extension Graph, désactivée pour des questions de sécurité. Des indications pour créer un nouveau graphique avec la nouvelle extension Chart sont disponibles ici . |
| Source : SMTC-Tisséo, Observatoire des transports 2013. Note: le tronçon Lasbordes-Montaudran est indiqué à zéro en l'absence de donnée |

### Qualité de l’air
Aux heures de pointe, des pics de NO2 apparaissent le long du périphérique toulousain.

## Le périphérique Est: l'autoroute française A61/A62
Le périphérique est (aussi appelé autoroute française A61/A62) est une liaison entre les autoroutes A61 et A62 mise en service au début des années 1990 pour boucler l'anneau autoroutier permettant de contourner la ville de Toulouse. Initialement appelé A612, le tronçon a été rebaptisé A621, puis A61/62 lorsque la désignation A 621 a été affectée à la voie rapide Toulouse-Blagnac. La limite entre A61 et A62 est le départ de l'A68 qui rejoint Albi.
Il est à deux fois trois voies sur la totalité de son parcours et est concédé aux Autoroutes du Sud de la France. La majeure partie de son tracé emprunte la vallée de l'Hers Mort en limite communale entre Toulouse et Balma. Il est suivi sur une grande partie de son tracé par des emprises détenues par SNCF Réseau permettant un contournement ferroviaire de Toulouse dans le futur .
Du nord au sud, le périphérique Est compte huit échangeurs :

Section concédée à ASF et gratuite.
- Échangeur entre Périphérique de Toulouse et A62 à 32 km : Paris, Montauban (A20), Bordeaux, Agen
  -   Limitation à 90 km/h.
- 12 Les Izards à 31 km : Toulouse, Agen, Montauban par RD, Aucamville, Villemur, Castelginest (demi-échangeur)
- 13 Borderouge 30 km : Toulouse, Launaguet (Ouvert depuis le 23/12/2016)[10]
- 14 Croix-Daurade à 29 km : Albi par RD, L'Union, Toulouse - Bonnefoy
- Échangeur entre A68, A61 et A62 à 28 km : Castres, Albi, Lavaur

Fin de l'autoroute A62 et continue sur l'A61
- 15 La Roseraie à 27 km : Toulouse - centre, Jolimont, Lavaur par RD
- 16 Soupetard à 24,5 km : Toulouse, Balma
- 17 Lasbordes à 23 km : Toulouse - Cité de l'Hers, Castres par RD, Quint-Fonsegrives
- (en projet)[11]  17.1 Cité de l'espace : Cité de l'espace
- 18 Montaudran à 20,5 km : Toulouse, Saint-Orens-de-Gameville, Revel
- Échangeur entre A61 et Périphérique de Toulouse +  19 Le Palays (Échangeur du Palays) à 18 km : 
  - A61 : Barcelone, Montpellier (A9), Foix (A66), Carcassonne
  -  19 : Carcassonne par RD, Labège, Ramonville-Saint-Agne, Parc Technologique du Canal

## Le périphérique Ouest: l'autoroute française A620

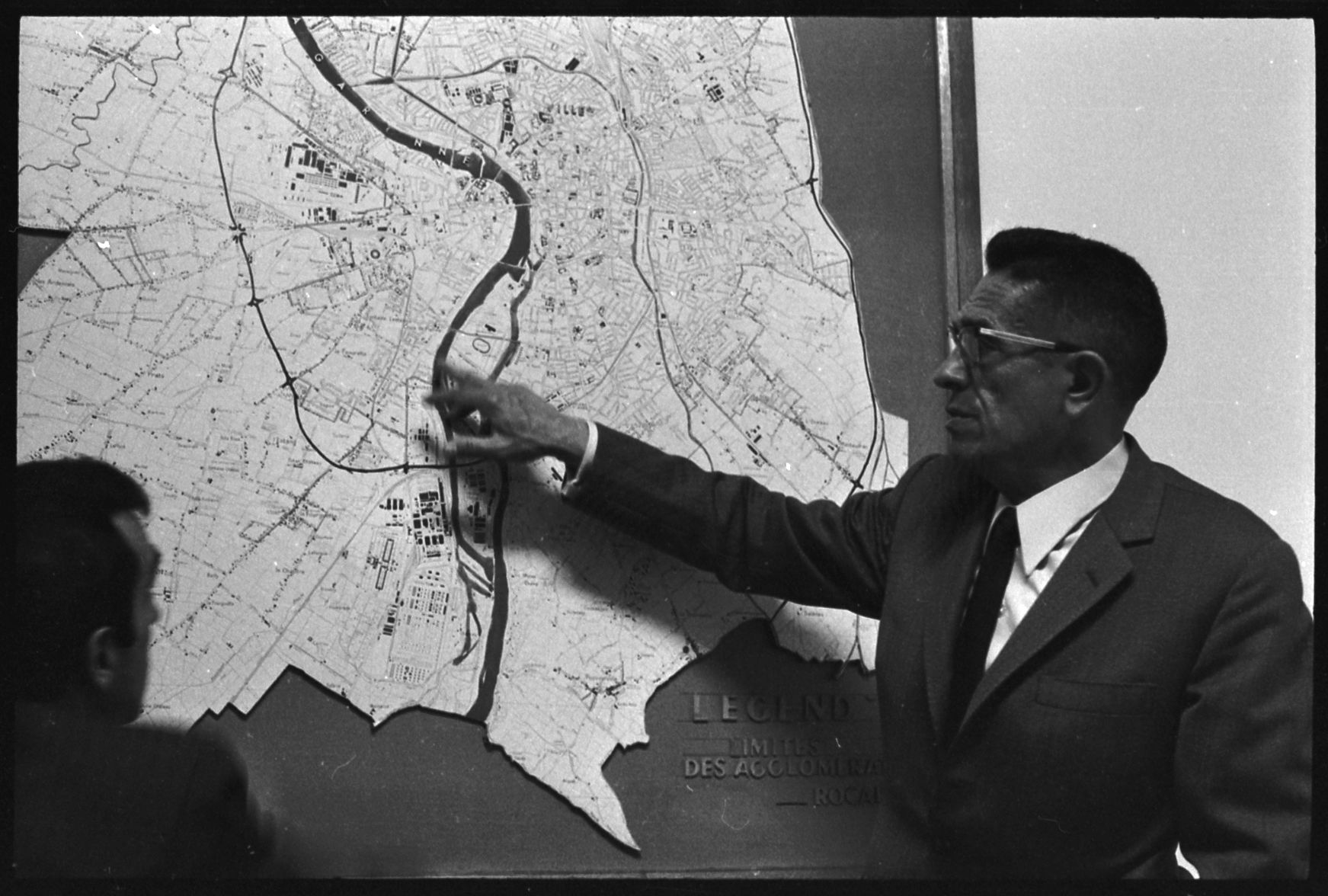
Carte des voies rapides à l'ouest de Toulouse en 1969.

Le périphérique ouest (aussi appelé autoroute française A620), anciennement appelé A614, est en réalité une voie rapide urbaine reliant l'A61 à l'A62 en contournant la ville par l'ouest. Contrairement au périphérique Est, plus récent donc plus éloigné de la ville, le périphérique Ouest traverse l'espace urbain. C'est en fait une succession de voies rapides aménagées depuis les années 1970 puis reliées les unes aux autres pour constituer une rocade évitant Toulouse. La section entre l'A61 et l'A64 est parfois surnommée périphérique sud.
La construction de la section entre les actuelles sorties 20 et 24 dans la ZUP de Rangueil, récemment densifiée, rencontre à l'époque une forte opposition locale, comme l'atteste aujourd'hui son tracé sinueux, en tranchée, et sa mise à 2 x 3 voies difficile et tardive. À l'époque, 150 propriétaires et 1000 personnes sont touchées. Le projet provoque à l'époque une forte opposition entre Pierre Baudis (maire de la ville à l'époque), contre le projet et le ministère de l'équipement, pour le projet. Sous l'opposition locale, le parc du Sacré-Cœur, actuel jardin public des Roseaux, est sauvegardé bien que réduit à l'aide d'une couverture, cas unique à Toulouse. Un échangeur avec l'avenue de Rangueil, passant pourtant au-dessus de la voie rapide, est aussi annulé.
Ce n'est qu'en 1995 que le tracé complet a été bouclé grâce à la suppression du dernier rond-point sur la Route nationale 20 face à l'usine AZF, et la mise en service du pont de l'ONIA (ancien nom de l'usine AZF) et de l'échangeur entre A64 et A620.
La quasi-totalité des 20 km du périphérique ouest est à deux fois trois voies ou plus, à l'exception d'une courte section, sur les raccordements avec le périphérique est au nord de Toulouse (2 × 2 voies) et au sud (1 × 1 voie sur le périphérique intérieur, 1 × 2 voies sur le périphérique extérieur). Le Palays qui correspond à la fin des deux tronçons au sud de Toulouse au niveau de la barrière de péage a été restructuré avec la mise en place de plusieurs passerelles pour améliorer la circulation,. Selon le fabricant de GPS Tom-Tom, cette autoroute est avec 23,6 km de bouchons en moyenne journalière est le 3e axe le plus congestionné d'Europe et le premier sur le plan national.
Du sud au nord, le périphérique Ouest compte quatorze échangeurs :

Section non-concédée gérée par la DIR Sud-Ouest et gratuite.
- Échangeur entre A61 et Périphérique de Toulouse +  19 Le Palays (Échangeur du Palays) à 18 km : 
  - A61 : Barcelone, Montpellier (A9), Foix (A66), Carcassonne
  - Périphérique Est : Paris, Montauban (A62, Albi, A68
  -   Limitation à 90 km/h.
- 19 Ramonville à 17,7 km : Carcassonne par RD, Labège, Ramonville-Saint-Agne, Parc Technologique du Canal
- 20 Complexe scientifique de Rangueil à 16 km : Toulouse - Montaudran, Toulouse Aerospace
- 21 Pont des Demoiselles à 15,5 km : Matabiau, Gare de Toulouse-Matabiau
- 23/23a/23b Rangueil à 14 km : Le Busca, Sainy-Michel,  Rangueil-Larrey, Campus Rangueil
- 24 Empalot à 12,8 km : Lacroix-Falgarde, Toulouse - centre
- Ponts sur la Garonne
- 25 Langlade à 11,6 km (demi-échangeur avec entrée en sens extérieur et sortie en sens intérieur) : Quartier de la Croix de Pierre côté intérieur,  Oncopole côté extérieur.
- Échangeur entre A64 et Périphérique de Toulouse à 11 km : Tarbes, Lourdes, Saint-Sébastien, Foix par RD
- 26 La Faourette à 9,5 km : Toulouse - Le Mirail, Papus
- 27 La Cépière à 8,5 km : Toulouse, Hippodrome,  Arènes
  -  Aires de service Rocade Ouest (sens Intérieur),  Rocade Purpan (sens Extérieur)
- 29 Purpan à 6 km +  Échangeur entre A624 et Périphérique de Toulouse
  -  29 :  Hôpital de Purpan,  Zénith
  - A624 : Auch,  Blagnac
- Pont sur la Garonne
- 30 Ponts-Jumeaux à 4,8 km : Toulouse -centre
- 31/31a/31b Les Minimes( Échangeur entre A621 et Périphérique de Toulouse) à 3,4 km :  Blagnac, Auch
- 33 Lalande à 0,6 km : Montauban par RD, Aucamville, Villemur-sur-Tarn, Castelginest, Sesquières, Fondeyre
- Échangeur entre A62 et Périphérique de Toulouse à 32 km : Bordeaux, Agen, Montauban, Paris (A20), Albi, Castres (A68), Montpellier (A61)

## Point critiques
- L'entrée sur le périphérique extérieur (ou Ouest) en venant de Bordeaux par l'A62, après le péage, passe à une seule voie. Si le bouchon refoule jusqu'à la sortie de la barrière de péage, compter 15 minutes pour faire les 300 m qui séparent le péage du périphérique.
- La bretelle permettant la continuité du périphérique extérieur au nord de Toulouse (ancienne liaison périphérique Est vers périphérique Ouest, devenue aujourd'hui liaison A62-A620).
- L'A620 (périphérique extérieur) au niveau de la sortie 25 (vers A64), le bouchon pouvant remonter jusqu'à la sortie 27.
- Le raccordement A620 - A624 dans les deux sens (en venant du périphérique extérieur ou en allant sur le périphérique intérieur)
- La sortie 33 en venant du périphérique intérieur. En plus, le carrefour en haut de la bretelle est très mal conçu pour aller ailleurs que vers l'ex-N20 (ou avenue des États-Unis).
- Quarante minutes de trajet sur la bretelle Est vers 8 heures.
- Le seuil de saturation d'une 2 × 3 voies (plus de 140 000 véhicules par jour) est très régulièrement dépassé.
- Aux heures de pointe le soir, compter entre 30 et 40 minutes pour aller de Pont-Jumeaux sortie no 30 à Empalot sortie no 24.
- À partir de 7 h le matin et jusque 9 h 30 tous les jours de la semaine sauf le week-end, l'A64 est totalement embouteillée à partir du raccord de la D820 (ancienne RN20) et on met en moyenne plus de 30 min pour parcourir ces 6 km qui mènent sur le périphérique, et qui se font en temps normal en trois ou quatre minutes.
- Les accès à l'aéroport et aux sites d'Airbus sont aussi fortement embouteillés le matin, en particulier l'A624 dans les deux sens et au niveau de la sortie no 29 du périphérique.

À noter que le moindre accident aux heures de pointe (7 h-9 h 30 et 16 h 30-19 h 30) ou un temps pluvieux entraînent systématiquement un bouchon sur l'ensemble du périphérique.

## Projets

### Jonction Est
Le projet appelé Jonction Est consiste en la construction d’un nouvel échangeur sur le périphérique Est entre les sorties 17 (Lasbordes) et 18 (Montaudran), et d’une route le reliant à la Cité de l’espace et à Quint-Fonsegrives. La concertation publique autour de ce projet a eu lieu du lundi 27 juin au vendredi 30 septembre 2022 inclus, mais il demeure controversé car très proche de deux échangeurs déjà existants,,.
Le coût du projet initialement estimé à 35 millions d'euros hors taxe est ensuite estimé à 95 millions d'euros TTC, et serait financé à moitié par Vinci Autoroutes et à moitié par Toulouse Métropole.